# الیانس (اوهایو)
الیانس(به انگلیسی: Alliance) شهری در ایالت اوهایو کشور ایالات متحده آمریکا است که جمعیت آن در سرشماری سال ۲۰۱۰ میلادی، ۲۲٬۳۲۲ نفر بوده‌است.